# Félix Peixoto de Brito e Melo
Félix Peixoto de Brito e Melo (24 de agosto de 1807 — 13 de janeiro de 1878) foi um político brasileiro.
Foi presidente da província de Alagoas, de 12 de agosto de 1847 a 16 de maio de 1848.